# Jazzbegravning

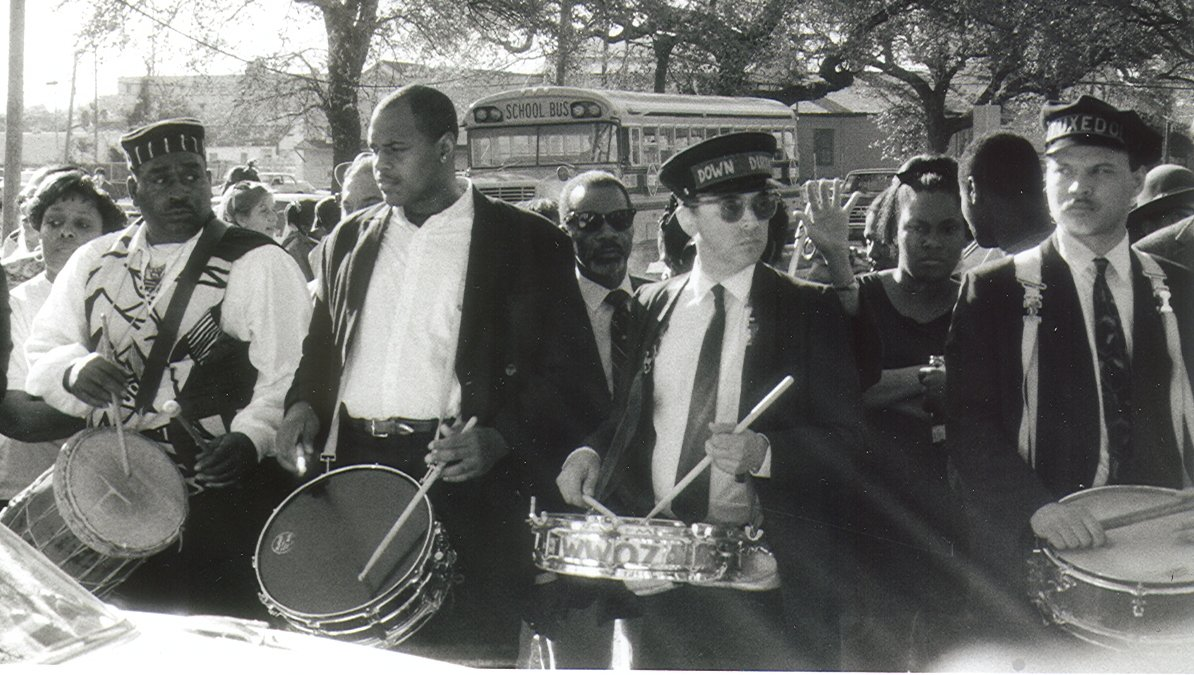
Trumspelare vid begravningen av Danny Barker 1994.

Jazzbegravning, engelska jazz funeral, egentligen funeral with music, är en typ av begravning som främst förekommer i delstaten Louisiana i USA. På en sådan begravning spelas mycket jazz. Under det tidiga 1900-talet var det vanligt att många svarta tillhörde olika ordnar, ordenssällskap, vilka var de som arrangerade begravningarna, och som innebar att de engagerade någon marscherande jazzorkester att spela. 
Det vanliga var att på väg till begravningen spelades långsam musik med psalmkaraktär, efteråt spelades livligare och jazzigare stycken, som skulle symbolisera att nu var den avlidne fri från de jordiska bekymren och levde i glädje i himlen. Efter orkestern var det vanligt att ett gäng ungdomar dansade till musiken. Jazzbegravningar förekommer än idag, om än i begränsad omfattning. 